# Merlin (groupe russe)
Pour les articles homonymes, voir Merlin.
Merlin est un groupe de death metal russe, originaire de Moscou. Il est formé en 1992 par une des pionnières du growl féminin et bassiste, Mary Abaza.

## Biographie

### Débuts (1992–1999)
Merlin est formé en 1992, à Moscou, par la bassiste-chanteuse Mary Abaza et le guitariste russe Alex Ioffe. Ils s'adjoignent le batteur Nick Byckoff. La tessiture de Mary Abaza va du contralto au soprano, et elle est réputée comme growleuse. Elle a une éducation jazz et classique, cela l'a aussi aidé à composer. Quand Mary commence à chanter du death metal, elle était entichée de John Tardy (Obituary) en tant que vocaliste et essayait d'imiter son timbre. Elle ajoute quelques tonalités black metal, et travaille sur son timbre et son articulation.
La première démo de Merlin, Welcome to Hell (1992), est axée dans un style death/thrash, mais trois mois après, ils réalisent leur deuxième démo, qui est plus dans une direction deathgrind. Leur première apparition scénique s'effectue le 7 novembre 1992. Leur troisième démo, Prisoner of Death (1994), devient la plus connue des trois. Depuis leur première apparition live en 1992, Merlin est connu pour être[réf. souhaitée] le groupe de death metal le plus violent de Russie, et après leur album Deathkoteque, qui est sorti en 1997, ils ont été nommés leaders de la scène death metal russe. De nombreuses chansons se retrouvent sur les compilations Thrash Your Mother, Deathtalker, Russian Metal Ballads, etc. Il y a aussi la chanson Leave Me Alone, qui est un hommage au groupe à l'origine du metal extrême, Black Sabbath. Erik Rutan après avoir écouté cet album dit que peu de chanteurs mâles pouvait chanter à un niveau aussi haut que celui de Mary[réf. souhaitée].

### They Must Die(2000–2003)
En septembre 2000, leur second album They Must Die est publié chez Hobgoblin Records (Russie), et en janvier 2001, il est réenregistré chez Grind it! Records, une division de Great White North Records, au Canada, au format CD, pour le territoire Nord américains et le reste du monde. Plus tard, Deathkoteque est remasterisé et réédité chez GWN Records. They Must Die eu du succès. Merlin voulait créer un concept-album, très agressif et brutal, ce que l'album est parfaitement[pas clair]. Il est aussi plus technique et mélodique. De plus, Mary expérimente beaucoup plus avec les vocaux sur cet album. En 1998, ils ajoutèrent un second guitariste à la formation, Arteom « Bolt » Nazarov (ex-Anal Pus). Il s'avéra qu'Arteom était un très bon guitariste, avec un grand sens du rythme et une mémoire infaillible[réf. souhaitée]. Depuis lors, ils jouent avec deux guitaristes live.
Le groupe fait plusieurs concerts et prend part à des festivals et des concerts autour de Moscou, ainsi que quelques autres villes russes. Dans le même temps, ils travaillaient sur du nouveau matériel pour leur troisième album Brutal Constructor, qui devait sortir en 2003 chez GWN. Merlin était sur le point d'aller en Europe en tournée et d'enregistrer leur troisième album. Le 13 juillet 2003, leur batteur Nick Byckoff meurt dans un accident de voiture ; « Ce mec était rapide, précis et avait une put*** d'intensité ! »[réf. souhaitée]. Nick donnait au groupe ce son puissant qui distinguera Merlin des autres groupes pendant toutes ces années. Il leur est difficile de trouver un nouveau batteur pour remplacer Nick Byckoff. Ils portent leur choix sur Anatoly « Alchothron » Boychenko. Anatoly est un batteur qui possède sa propre technique et façon d'approcher la batterie. Il rejoint le groupe une bonne fois pour toutes en septembre 2003.

### Brutal Constructoret pause (depuis 2004)
Leur album Brutal Constructor est enregistré difficilement (mai 2003-janvier 2004). Il est très douloureux de faire quelque chose après la mort de Nick. Mary Abaza : « Ma voix disparaissait, à cause des nerfs, on a perdu les parties de guitares quelques fois, en plus, l'ingénieur du son a eu des problèmes de santé… un peu de mysticisme, tu vois[réf. nécessaire]. » Mais ils devaient d'abord enregistrer Brutal Constructor, car Nick Byckoff a eu le temps d'enregistrer toutes les parties de batteries pour cet album. Cet album comporte neuf chansons dont une reprise de Zombie Ritual de Death et une chanson basée sur la musique du film Alexander Nevsky de Sergueï Eisenstein, ou la cantate Alexander Nevsky (1938) écrite par le compositeur russe Sergueï Prokofiev. Les musiciens de Merlin étaient excités à l'idée de jouer leur version d'une des cantates les plus connues du XXe siècle, car Mary Abaza adorait la musique classique, spécialement les compositeurs modernes comme Dmitri Chostakovitch et Alfred Schnittke et les compositeurs allemands comme Ludwig van Beethoven et Anton Bruckner. La musique est une tradition dans la famille de Mary Abaza. Sa mère est pianiste professionnelle et le compositeur du XXe siècle Igor Stravinsky était cousin avec un de ses grands-pères. L'auteur de la romance Утро туманное (Outro Toumannoïe, matin de brouillard), le pianiste russe, compositeur du XIXe siècle – Arkadi Maximovitch Abaza était son ancêtre[réf. souhaitée].
L'album Brutal Constructor est sorti chez Navaho Records en 2003. Il est produit par Mary Abaza, Alex Ioffe et Les Disques Great White North. Merlin voulait que l'album soit le plus brutal possible : « La musique est au-delà des possibilités technologiques ». Cet enregistrement semble être un hommage mérité à Nick. Brutal Constructor est inclus au Top 10 européen des albums death metal de 2004. Dans les années qui suivent, la formation de Merlin change. Le guitariste Arteom « Bolt » Nazarov, qui avait joué dans le groupe pendant six ans, quitte Merlin. Mais peu de temps après en janvier 2004, le groupe avait déjà trouvé un remplaçant en la personne de Sergey « Psycho » Chebanov. Il joue avec le groupe entre 2004 et 2006, et à l'automne 2006 un nouveau guitariste rejoint le groupe Michael « Dead Head » Karpeyev. Brutal Constructor est le dernier album de Merlin, et est sorti sur deux labels : au Canada chez GWN Records, et pour la Russie et Communauté des États indépendants chez CD-Maximum. En 2004, ils ressortent leurs deux premiers albums, Deathkoteque et They Must Die, chez CD-Maximum. Merlin annonce leur prochain album avec un nouveau batteur Vlad « Ravendark » Vorona et un nouveau guitariste Rinat. Depuis cette période, les activités du groupe sont mises en suspens.

## Membres

### Membres actuels
- Alexander Ioffe — guitare (depuis 1992)
- Maria Abaza — chant, basse, paroles (depuis 1992)
- Vlad « Ravendark » Vorona — batterie (depuis 2007)
- Rinat — guitare (depuis 2008)

### Ancien membres
- Nick Byckoff — batterie (1992-2003)
- Arteom « Bold » Nazarov — guitare rythmique (1998-2004)
- Anatoly « Alchothron » Boychenko — batterie (2003-2007)
- Sergey « Psycho » Chebanov — guitare (2004-2006)
- Michael « Dead Head » Karpeyev — guitare (2006-2007)

## Discographie

### Albums studio
- 1997 : Deathkoteque
- 2000 : They Must Die
- 2004 : Brutal Constructor

### Démos
- 1992 : Welcome to Hell
- 1992 : Die
- 1994 : Prisoner of Death